# Gand-Wevelgem 1959
 (novembre 2021).
La 21e édition de Gand-Wevelgem a eu lieu le 4 avril 1959. La course est remportée par le Belge Leon Van Daele (Flandria-Dr. Mann) qui parcourt les 221 kilomètres en 5 h 10 min 16 s.
185 coureurs ont pris le départ et 78 ont terminé la course.

## Classement final
| Place | Coureur           | Équipe            | Temps           |
| ----- | ----------------- | ----------------- | --------------- |
| 1     | Leon Van Daele    | Flandria-Dr. Mann | 5 h 10 min 16 s |
| 2     | Joseph Hoevenaers | Faema             | m.t.            |
| 3     | Jacques Anquetil  | Helyett           | m.t.            |
| 4     | Mies Stolker      | Magneet           | m.t.            |
| 5     | Armand Desmet     | Groene Leeuw      | m.t.            |
| 6     | Willy Vannitsen   | Urago             | à 2 min 30 s    |
| 7     | André Noyelle     | Bertin            | à 2 min 48 s    |
| 8     | Gilbert Desmet    | Faema             | m.t.            |
| 9     | Karel Clerckx     | Groene Leeuw      | m.t.            |
| 10    | Georges Decraeye  | Flandria-Dr. Mann | m.t.            |